# 太陽のマライカ
「太陽のマライカ」（たいようのマライカ）はMISIAのDVDの｢星空のライヴIV CLASSICS + FILM OF MISIA IN KIBERA SLUM｣の同梱シングル。2007年12月5日に発売された。また、シングルの｢Royal Chocolate Flush｣と同時発売である。

## 収録曲
1. 太陽のマライカ [4:47]
作詞・作曲 : MISIA